# دستگاه ساعت‌زنی

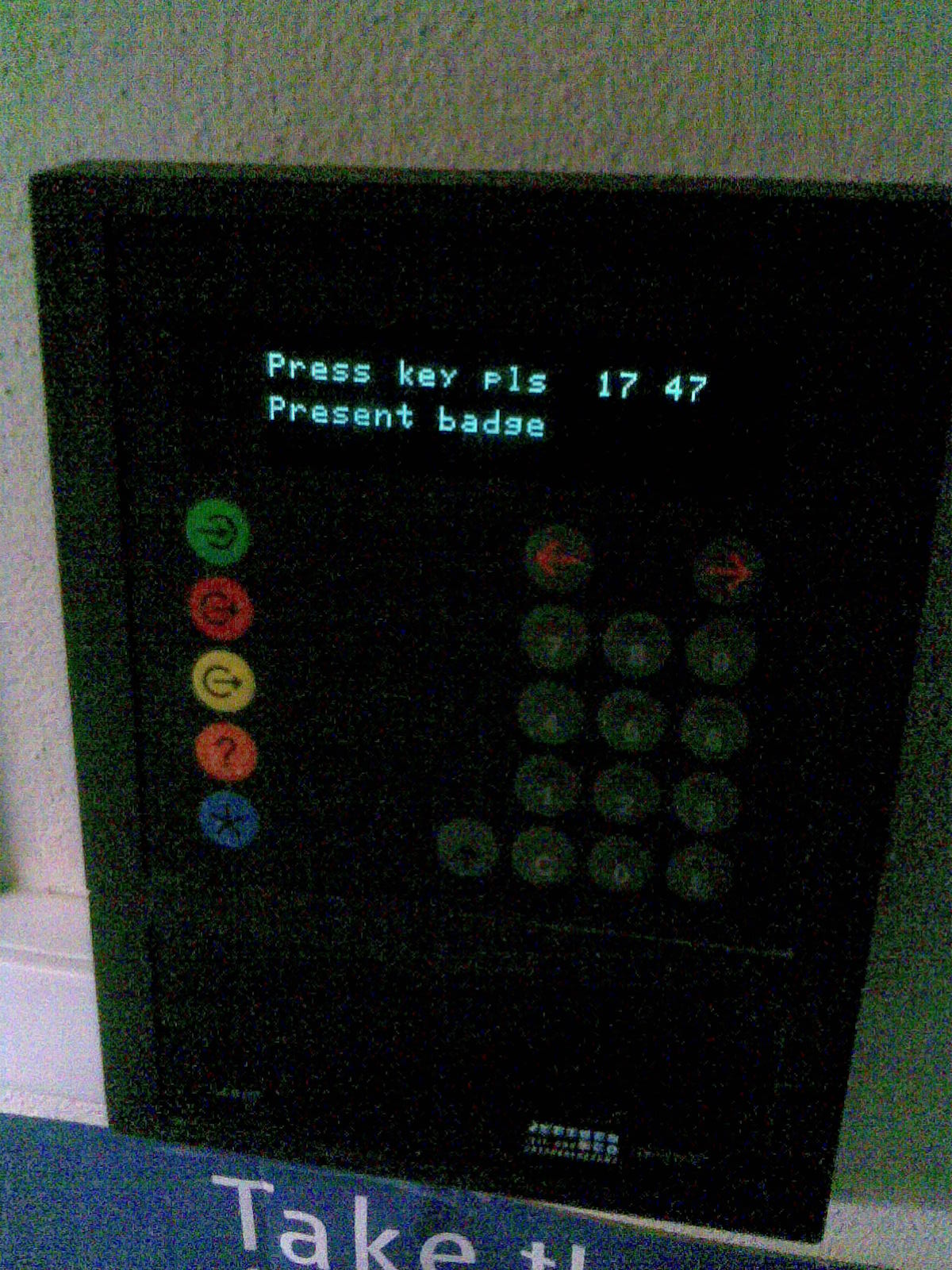
دستگاه ثبت الکترونیک ساعت

دستگاه ساعت‌زنی یا دستگاه کارت‌زنی یا دستگاه ثبت ساعت (به انگلیسی: Time clock)، دستگاهی است که زمان آغاز و پایان را برای کارمندان ساعتی (یا کسانی که در زمان انعطاف‌پذیری هستند) در یک مکان تجاری ثبت می‌کند.

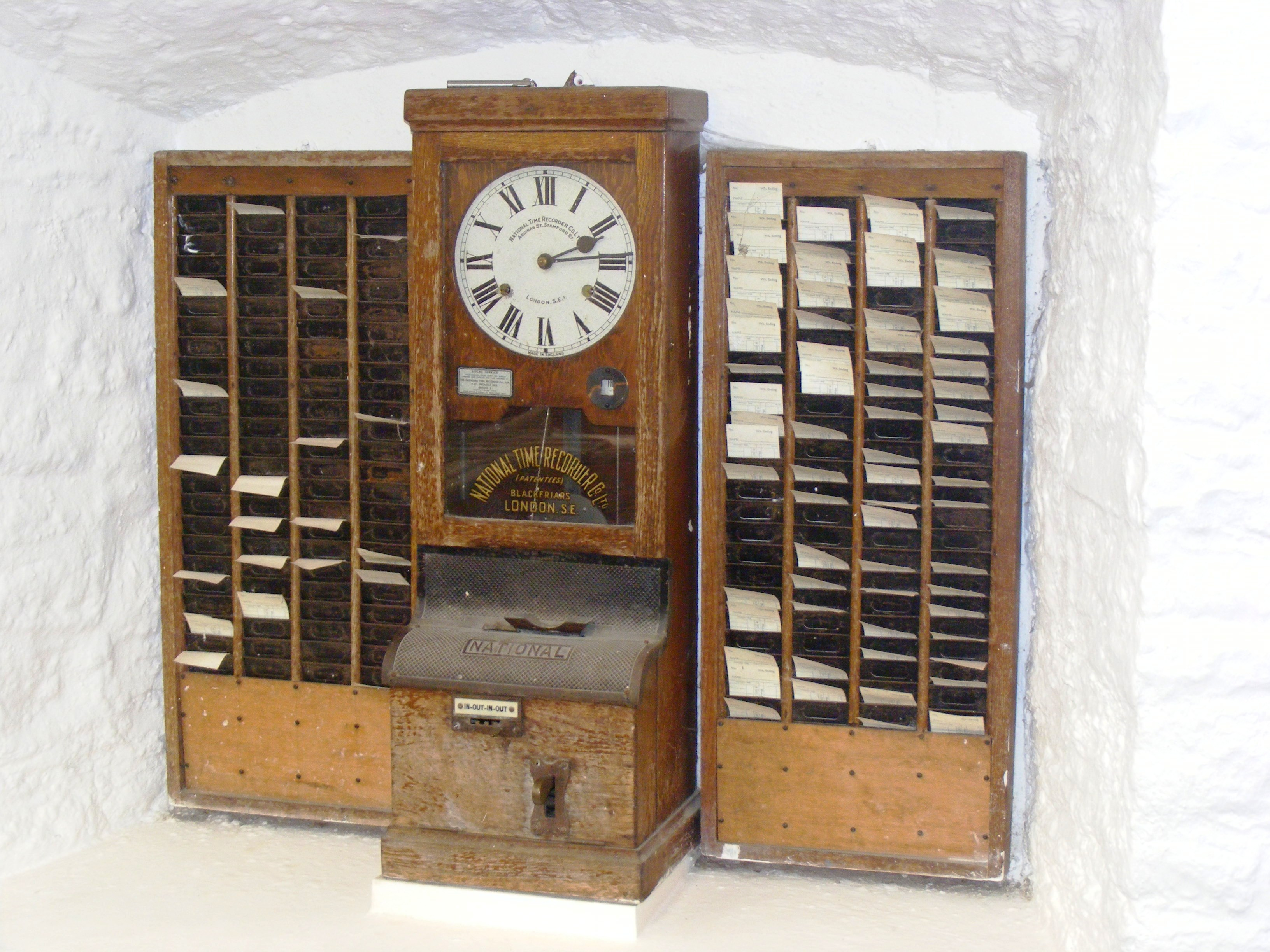
دستگاه ثبت ساعت اولیه، ساخته شده توسط National Time Recorder Co. Ltd. Blackfriars، لندن در موزه Wookey Hole Caves